# مارشال جانستون
مارشال جانستون (انگلیسی: Marshall Johnston؛ زادهٔ ۶ ژوئن ۱۹۴۱) بازیکن هاکی روی یخ اهل کانادا است.
وی همچنین برندهٔ جوایزی همچون جام استنلی شده‌است.
از باشگاه‌هایی که در آن بازی کرده‌است می‌توان به سیل‌های مکانیکی اشاره کرد.